# Абрамов Анатолій Олександрович
Анато́лій Олекса́ндрович Абра́мов (16 травня 1937, Суми) — український бандурист.

## Життєпис
Від 1950 був учасником дитячої капели бандуристів, якою керував Дмитро Васильович Андрусенко. Від 1956 року працював токарем і брав участь у чоловічій капелі бандуристів при Палаці культури заводу імені Фрунзе в Сумах.
1967 закінчив диригентсько-хорове відділення Сумського музичного училища, 1980 — диригентсько-хорове відділення Харківського інституту культури.
Після смерті Дмитра Андрусенка (1965) перейняв керівництво капелою бандуристів Палацу культури імені Фрунзе. Виступав з нею як соліст-бандурист. У репертуарі — народні пісні, твори українських композиторів.
1967—1997 вів клас бандури в Сумському культосвітньому училищі. Керівник хору народної пісні в селі Нижня Сироватка.

## Електронні джерела
- Кобзарі Сумщини

| Бандурист | Це незавершена стаття про бандуриста чи бандуристку. Ви можете допомогти проєкту, виправивши або дописавши її. |